# フェリーたちばな
フェリーたちばなは、南海フェリーが運航していたフェリー。

## 概要
日本初のカーフェリーであるきい丸の代船として新浜造船所で建造され、1986年7月30日に就航した。本船の就航により、「きい丸」は引退、スクラップとして解体された。
共有建造制度を利用して建造された船舶整備公団との共有船である。
1997年7月、フェリーつるぎの就航により、和歌山 - 小松島航路の運用から外れ、大阪湾フェリーの明石海峡大橋開通対策として、1998年1月19日の泉佐野港への発着地変更に合わせて転配された。その後、2000年の南海淡路ラインへの航路譲渡の際に、継承されずに引退した。
2000年に韓国の東洋高速フェリー（Dongyang Express Ferry）に売却され、ORIENT STARとなり、釜山 - 済州航路に就航した。
2003年6月、ギリシャのHellenic Ferries Shippingに売却され、STAR Aとなり、ペラマで改造工事を受けた。
2005年5月、MARREINA ARMADORA S.A. に売却され、ARTEMISIAとなり、ラフィーナ と対岸のエヴィア島のマルマリを結ぶ航路に就航した。
2011年、Dodekanisos Seawaysに売却され、PANAGIA SKIADENIとなり、ロドス - マルマリス航路およびロドス - パノルミティス（Panormitis） - シミ（Symi）航路に就航した。

### 就航航路
南海フェリー
- 和歌山港 - 小松島港

きい丸の代船として投入され、当初はなると丸、わか丸、後にフェリーくまの、フェリーよしのと運航された。
大阪湾フェリー
- 泉佐野港 - 津名港

フェリーすもと、フェリーしんあわじの代船として新造船のフェリーせんしゅうとともに投入され、先に就航していたフェリーさざんとともに運航された。

## 設計
省エネ化、省力化が図られており、フェリーとして初めて機関室無人化船となった。

## 船内

### 船室
- 一等室（40名）
- 二等室（480名）

## 事故・インシデント

### プレジャーボートとの衝突
1987年11月23日、2時50分ごろ、上り第1便で小松島港から和歌山港へ向かっていた本船は、紀伊水道沼島の沼島灯台の東南東約5.3海里の地点で、機関故障により漂流していたプレジャーボート幸栄II世と衝突した。全速力で航行していた本船の右舷船首部が幸栄II世の右舷船尾部に後方から約10度の角度で衝突、本船は右舷船首部の塗装が剥離したのみであったが、幸栄II世は右舷船尾部が破損、正船尾下部に破口を生じて後部が水没状態となり、巡視艇に曳航された。また、幸栄II世には3名が乗り組んでおり、衝突直前に海中に飛び込んだ後、付近で捜索にあたっていた巡視艇りんどう（CL-152）に救助されたが、1名が頭部外傷などにより死亡、1名が全身打撲などの重傷を負った。事故原因は、夜間の航行を禁止されていた幸栄Ⅱ世が、機関故障のため錨泊した際に錨索長が不十分で走錨し、無灯火で漂流したため、とされた。